# Vassilis Kolovos
Vassilis Kolovos (grekiska: Βασίλης Κολοβός), född 10 december 1945 i Petroto i Domokós, är en grekisk skådespelare.

## Filmografi i urval
- 1978 – 1922
- 1988 – Landskap i dimman
- 1990 – O Psillos
- 1997 – Eis Thanaton (TV-serie)
- 2001 – Skies Sto Peristilio (TV-serie)
- 2004 – Tårarnas äng